# هنری ادموند کراس
هانری-ادموند کراس (زادهٔ ۲۰ مهٔ ۱۸۵۶ – درگذشتهٔ ۱۶ مهٔ ۱۹۱۰) نقاش و چاپگر اهل فرانسه بود که نام خود را از ترجمه اصلیش یعنی «هانری-ادموند-جوزف دلاکروا» برگزید. او بیش از همه به عنوان استاد نئو امپرسیونیسم تحسین شده است و نقش مهمی در شکل‌گیری مرحله دوم آن جنبش و تأثیر قابل توجهی بر هانری ماتیس و بسیاری از هنرمندان دیگر داشت. کار او در توسعه فوویسم مؤثر بود.

## نگارخانه

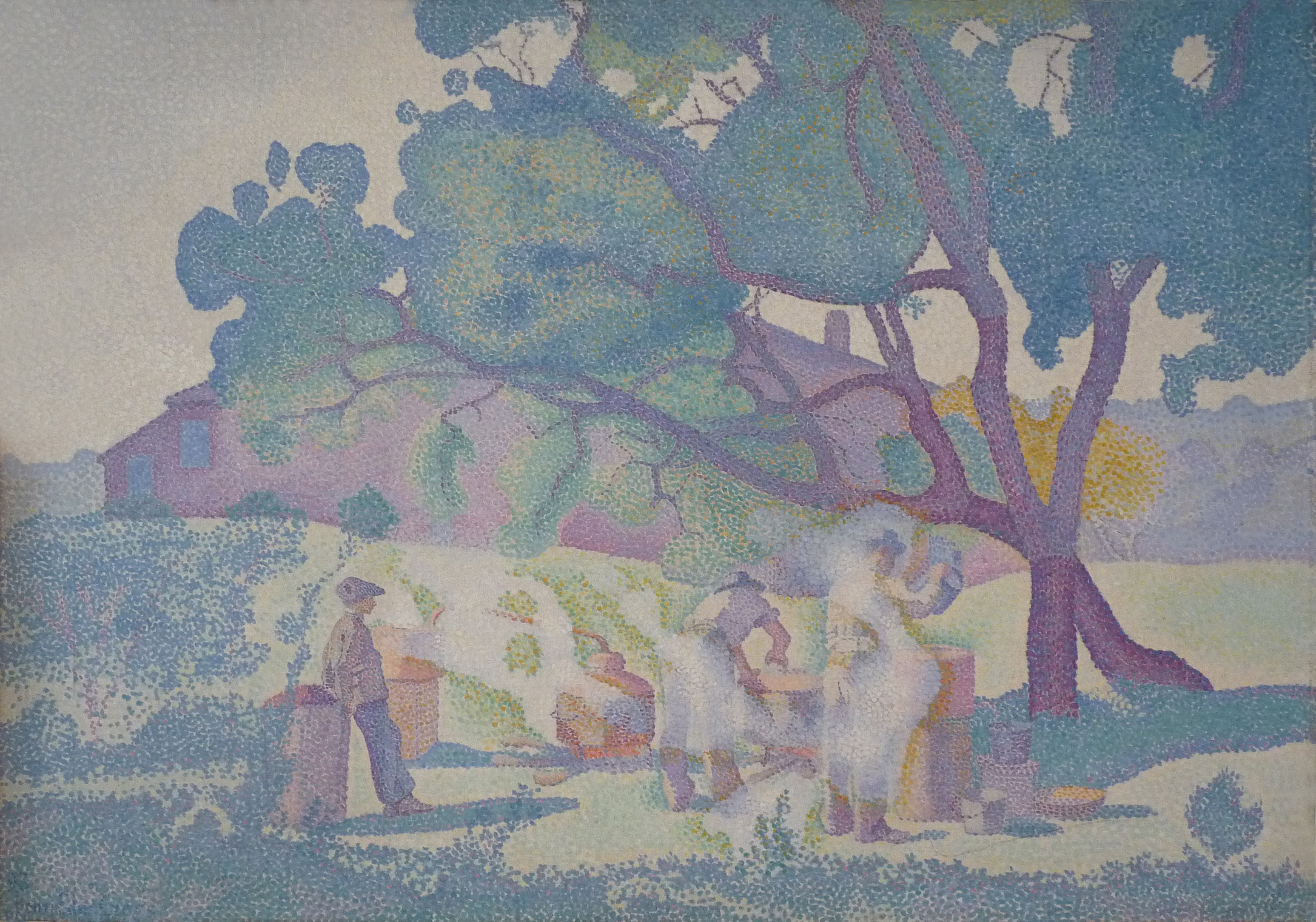
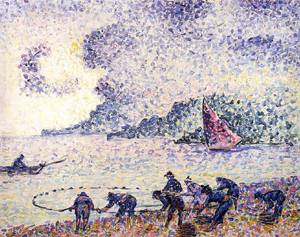
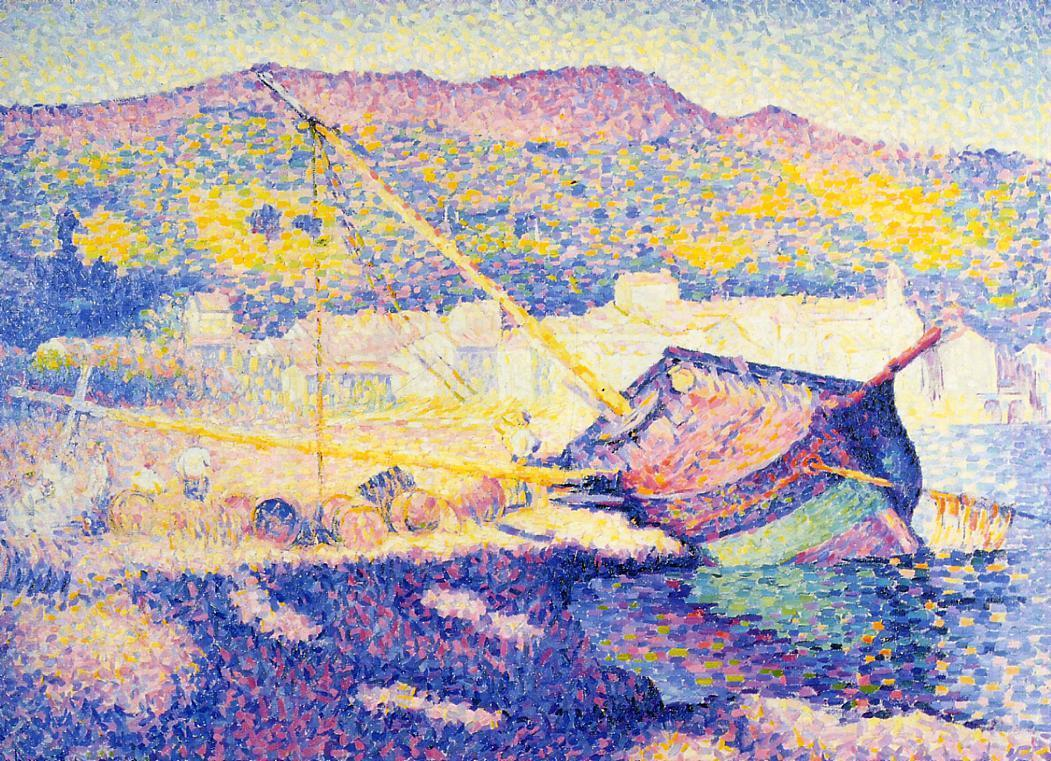
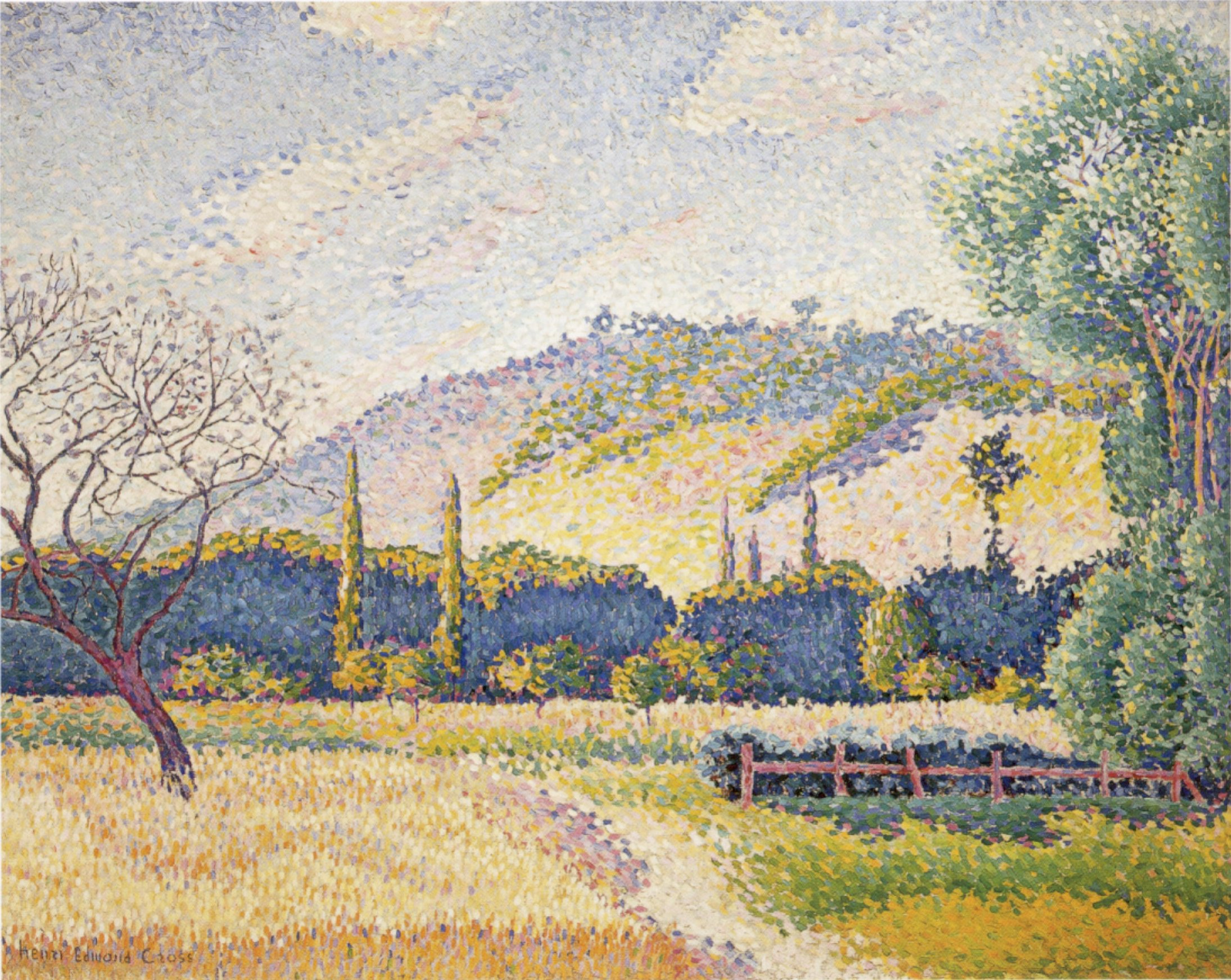
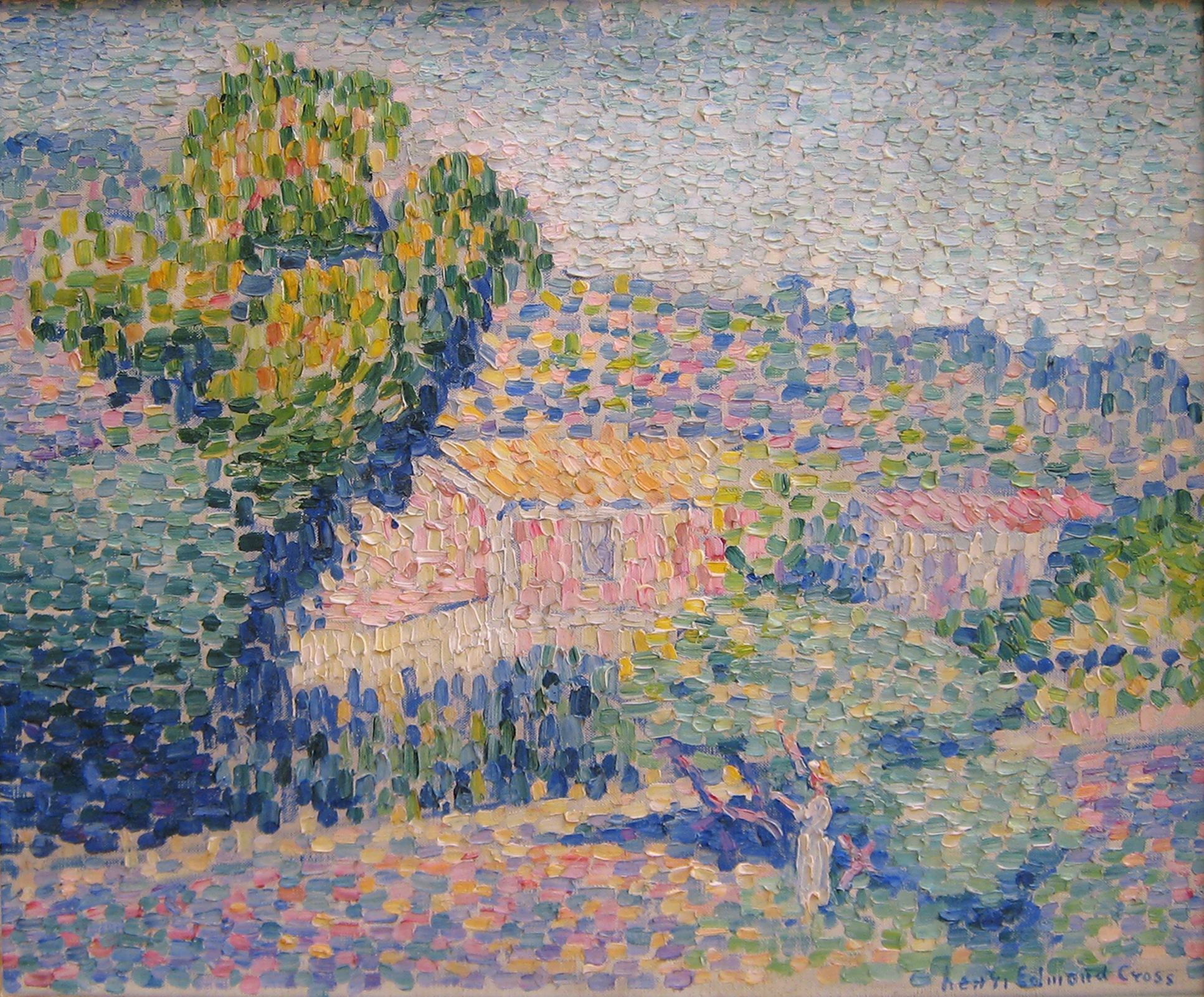
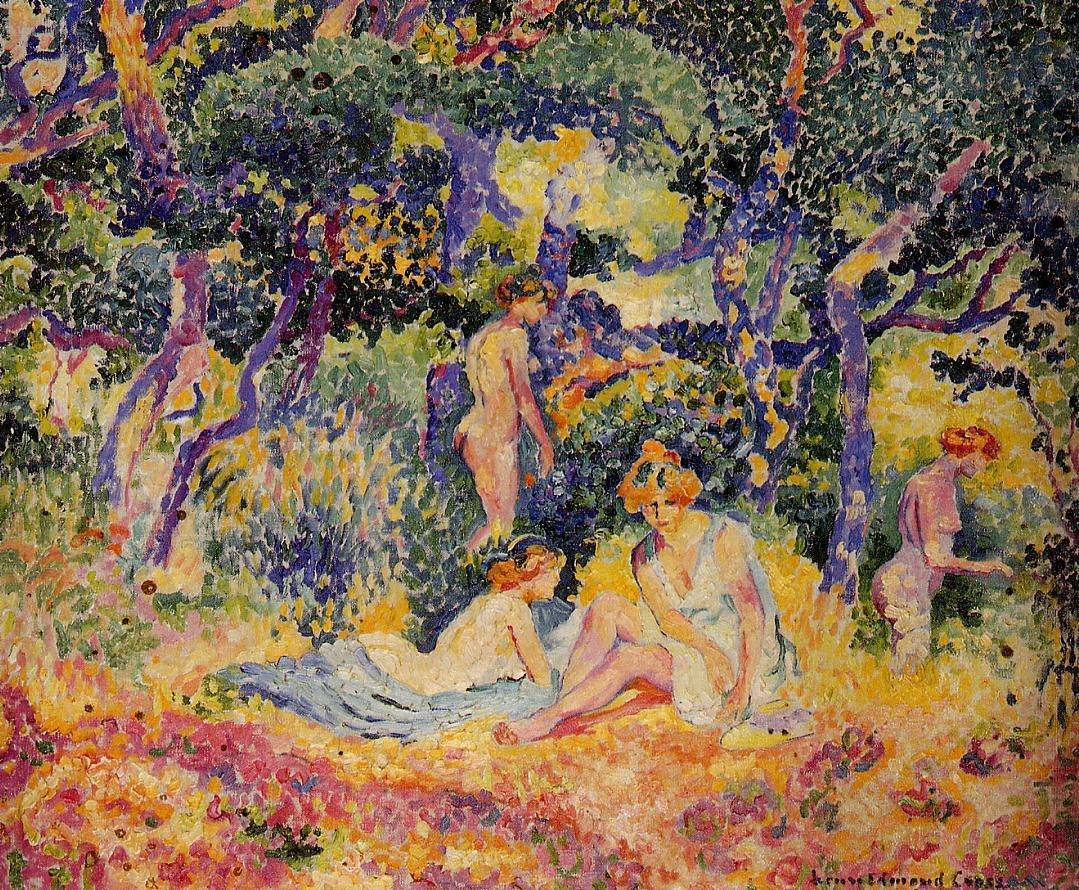
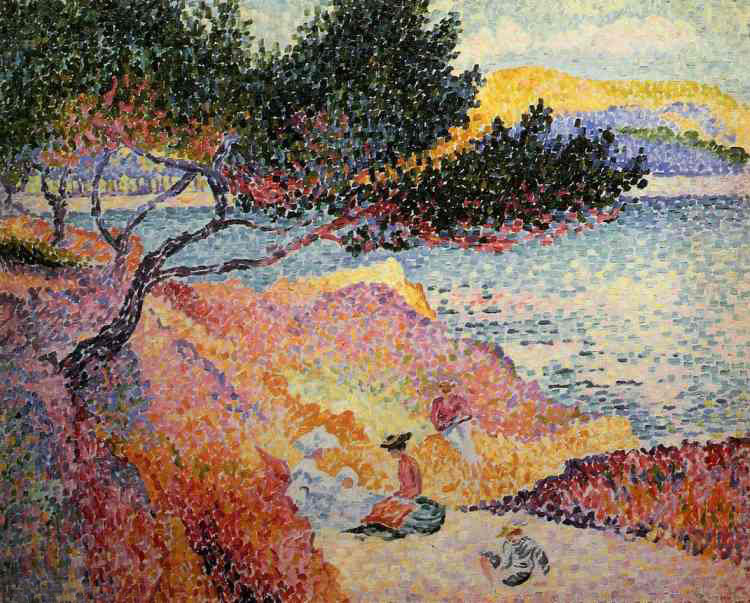
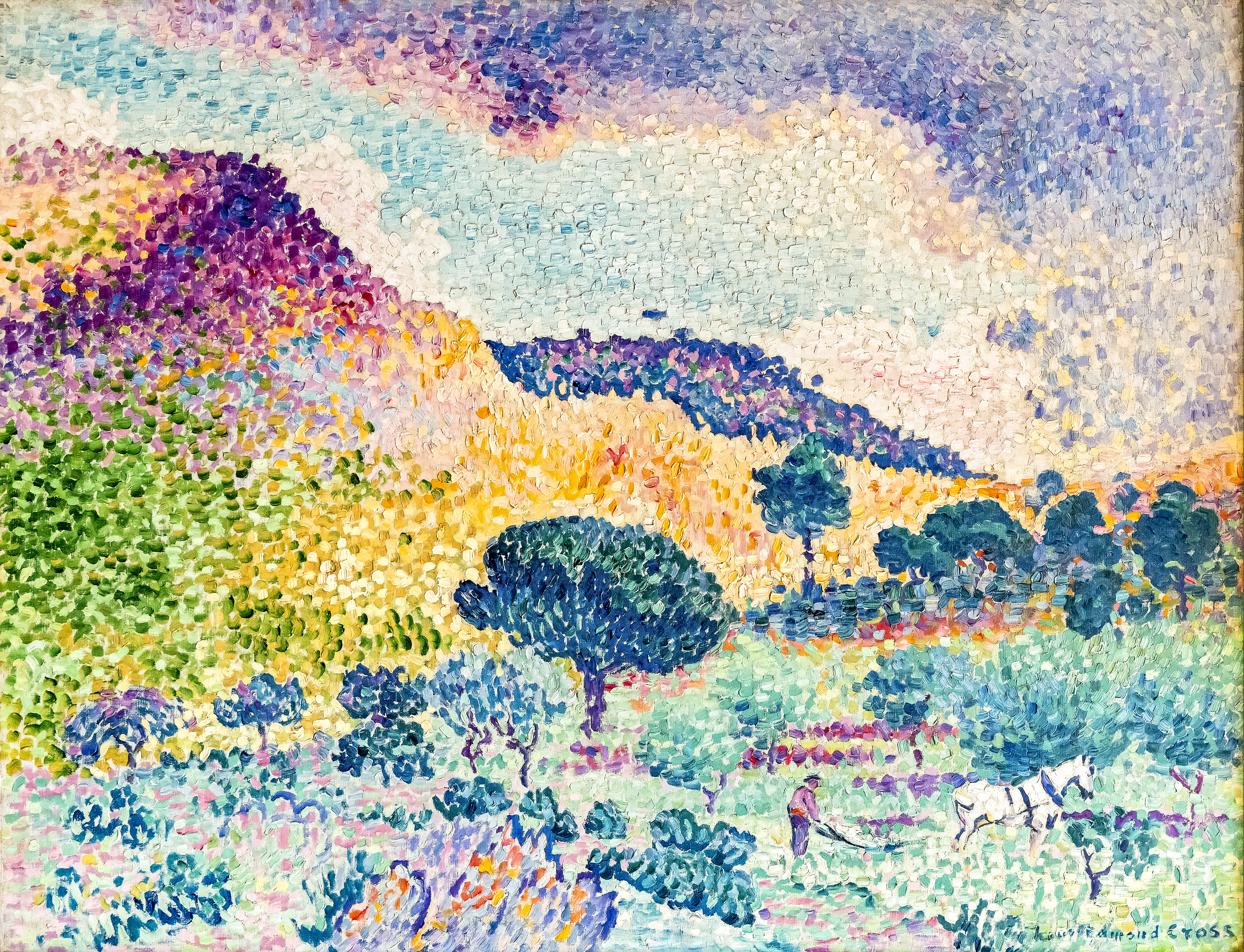
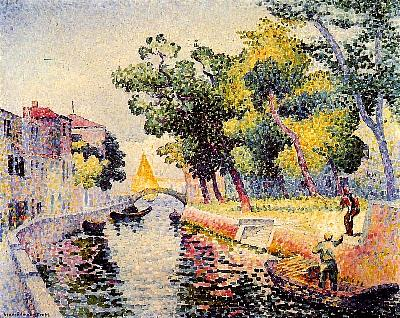
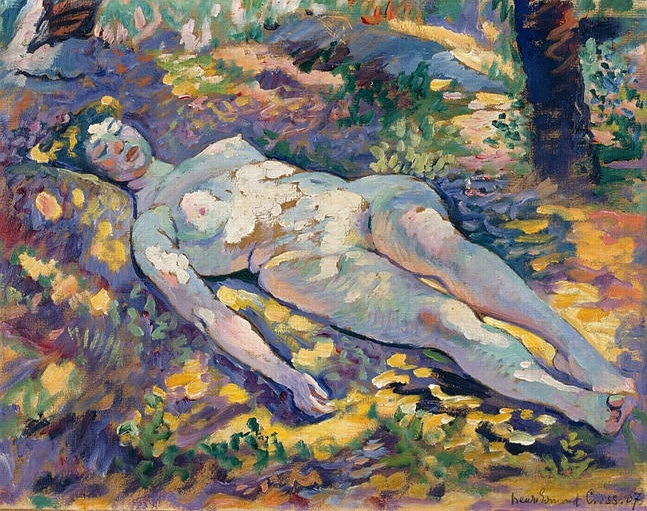
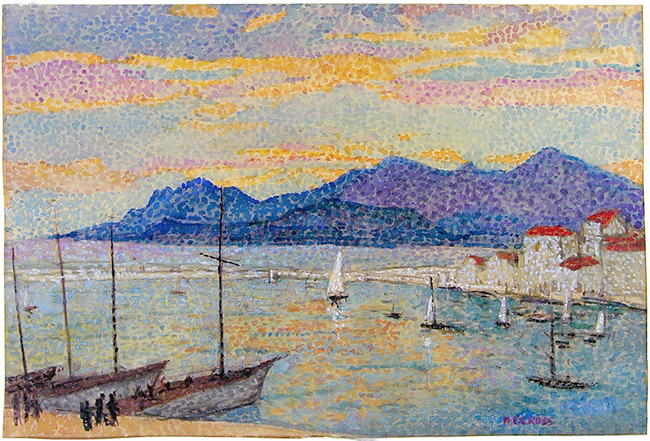